# 钱永年
钱永年（1934年—2025年7月26日），中华人民共和国政治人物、外交官。
1990年中国与印尼复交后，担任中华人民共和国驻印度尼西亚大使。1995年，由周刚接任。